# 田中雅臣
田中 雅臣（たなか まさおみ、1983年1月19日 - ）は、日本の天文学者。専門は、赤外線天文学、多波長天文学、超新星爆発、輻射輸送。博士（理学） （東京大学、2009年）。2018年現在、東北大学大学院理学研究科宇宙地球物理学科・天文学専攻准教授。愛知県生まれ。

## 経歴
- 2001年 - 愛知県立半田高等学校普通科卒
- 2005年 - 東京大学理学部天文学科卒
- 2009年 - 東京大学大学院理学系研究科天文学専攻博士課程修了（修了年限特例による博士論文早出し卒業）
- 2011年 - 国立天文台理論研究部助教
- 2018年 - 東北大学大学院理学研究科宇宙地球物理学科・天文学専攻准教授

## 業績
- すばる望遠鏡を使い、大質量星が一生の最期に起こす「超新星爆発」がでこぼこした3次元構造をもっていることを明らかにする[2]。

## 受賞
- 2007年 東京大学理学系研究科研究奨励賞（修士）受賞[3]
- 2010年 東京大学総長賞受賞[4]、東京大学理学系研究科研究奨励賞（博士）受賞[5]
- 2012年 井上研究奨励賞（井上科学振興財団）[6]受賞
- 2015年 日本天文学会研究奨励賞[7]受賞

## 著書

### 単著
- 『星が「死ぬ」とはどういうことか』（ベレ出版　2015年）ISBN 4860644425

### 共著
- 『元素はいかにつくられたか -超新星爆発と宇宙の化学進化-』（岩波書店　2007年）ISBN 4000111485